# علی عباسی (روحانی)
علی عباسی (زادهٔ ۱۳۴۲ در شازند)، روحانی شیعه، مجتهد ایرانی و عضو ششمین دوره مجلس خبرگان رهبری از استان مرکزی است. او از سال ۱۳۹۷ ریاست جامعةالمصطفی العالمیه را برعهده دارد.

## تحصیلات و سوابق علمی[۴][۵][۶]

### تحصیلات حوزوی
بیش از ده سال تحصیل خارج فقه و اصول و فلسفه در نزد آیات تبریزی، فاضل لنکرانی، وحید خراسانی، هاشمی شاهرودی و جوادی آملی.

### تحصیلات دانشگاهی
- دکتری فلسفه تطبیقی (سال ۱۳۸۱- موضوع پایان‌نامه: ماده در فلسفه و فیزیک)